# بلور یونی

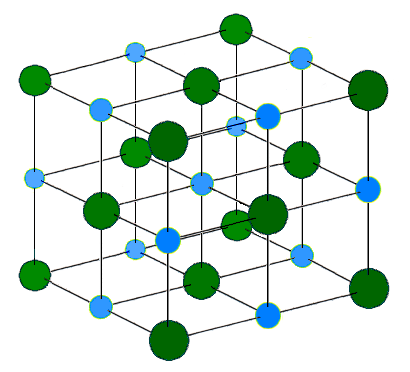
ساختار بلوری کلرید سدیم (هالیت). هر اتم شش همسایه نزدیک دارد که هندسه هشت‌وجهی دارند. این آرایش به عنوان مکعبی تنگ‌چین (ccp) شناخته می‌شود.

در شیمی، یک بلور یونی (به انگلیسی: ionic crystal)، شکل بلورین یک ترکیب یونی است. آنها جامداتی هستند که از یون‌هایی تشکیل شده‌اند که توسط ربایش الکترواستاتیکی خود در یک شبکه منظم به‌هم پیوند شده‌اند. نمونه‌هایی از چنین بلورهایی، هالیدهای قلیایی، از جمله پتاسیم فلورید (KF)، پتاسیم کلرید (KCl)، پتاسیم برومید (KBr)، پتاسیم یدید (KI)، سدیم فلورید (NaF) هستند. کلرید سدیم (NaCl) دارای همپایگی (co-ordination) ۶:۶ است. خواص NaCl منعکس‌کننده برهمکنش‌های قوی بین یون‌ها است. در حالت مذاب رسانای خوبی برای الکتریسیته است، اما در حالت جامد بسیار ضعیف است. یون‌های متحرک هنگام ذوب شدن، بار را از طریق مایع حمل می‌کنند. آنها با جاذب قوی تابش فروسرخ مشخصه‌سازی می‌شوند و صفحاتی دارند که در امتداد آنها به راحتی شکافته می‌شوند. آرایش دقیق یون‌ها در یک شبکه یونی بسته به اندازه یون‌ها در جامد متفاوت است.